# Pedro Arico Suárez
Pedro Bonifacio Suárez Pérez (Santa Brígida, Canarias, 5 de junio de 1908-Buenos Aires, 18 de abril de 1979) conocido por su apodo «Arico» fue un futbolista hispano-argentino que desarrolló toda su carrera deportiva en Argentina.
Su primer club fue Ferro Carril Oeste, donde debutó en el campeonato de 1926 de la Asociación Amateurs de Football. Destacó principalmente en el Club Atlético Boca Juniors, club en donde logró consolidarse como uno de los grandes ídolos de la década del 30 y en donde conquistó un total de cinco títulos con el «xeneize». Era un jugador de corte defensivo. Su posición natural en el campo era la de mediocampista, principalmente como interior izquierdo.
Al momento de culminar su carrera había disputado más de 300 partidos en la Primera División de Argentina. 
Fue internacional con la Selección de Fútbol de Argentina en un total de 12 partidos, produciéndose su debut en la Copa Mundial de Fútbol de 1930, que acabaría con el subcampeonato mundial para Argentina.
Con la selección albiceleste se convirtió en el primer jugador español en disputar una Copa Mundial de Fútbol, siendo además hasta 2002 el único futbolista nacido en el archipiélago canario en disputar la fase final de un Mundial de fútbol.

## Biografía

### Primeros años
Pedro Bonifacio Suárez Pérez nació en Santa Brígida (Gran Canaria) el 5 de junio de 1908 como el séptimo hijo del matrimonio de Sebastián Suárez Monzón y Candelaria Pérez Martínez. Con tan sólo dos años de edad emigró con sus padres y hermanos a Argentina. La familia Suárez Pérez se estableció en el barrio Caferatta, una zona obrera de Boedo, en la Ciudad de Buenos Aires. Fue en las calles de aquel pueblo donde Pedro dio sus primeros toques al balón, descubierto por un exfutbolista de Ferro llamado Roberto Orandi.

### Fútbol Profesional

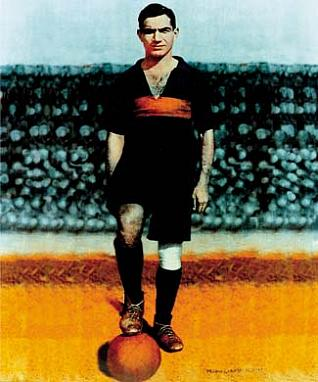
Retrato de Arico Suárez jugando para Boca Juniors.

Los primeros pasos de "Arico" en el fútbol de competición los dio en 1928 en las filas de Ferro Carril Oeste de Buenos Aires, donde jugó en la Primera División entre 1926 y 1928 un total de 81 partidos. El final de su carrera en Ferro fue consecuencia de una sanción que le impuso la Comisión Directiva de ese club. Al año siguiente pasó a las filas de Boca Juniors, donde disputó más de 300 partidos. En Boca consiguió 5 campeonatos y una Copa Carlos Ibarguren.
Debutó con la Selección Nacional Argentina el 15 de julio de 1930, en un partido correspondiente al Mundial de Fútbol de Uruguay disputado contra Francia (1-0). Defendió la elástica albiceleste un total de 11 ocasiones.
Se retiró a los 34 años siendo el capitán del equipo.

## Vida personal
"Arico" se casó en Buenos Aires con la también emigrante de origen canario Luisa Naranjo y fue padre de dos hijos: Pedro y María.

## Clubes
| Club               | País      | Año       |
| ------------------ | --------- | --------- |
| Ferro Carril Oeste | Argentina | 1928-1929 |
| Boca Juniors       | Argentina | 1929-1942 |

## Estadísticas
Datos actualizados al fin de la carrera deportiva.
| Ferro Carril Oeste Argentina |               |               |     |    |    |   |   |     |     |   |
| 1.ª | 1926          | 20            | 0   | 3  | 0  | - | - | 23  | 0   |   |
| 1.ª | 1927          | 32            | 0   | -  | -  | - | - | 32  | 0   |   |
| 1.ª | 1928          | 26            | 0   | -  | -  | - | - | 26  | 0   |   |
| Total club | Total club    | 78            | 0   | 3  | 0  | 0 | 0 | 81  | 0   |   |
| Boca Juniors Argentina |               |               |     |    |    |   |   |     |     |   |
| 1.ª | 1930          | 30            | 0   | -  | -  | - | - | 30  | 0   |   |
| 1.ª | 1931          | 28            | 0   | -  | -  | - | - | 28  | 0   |   |
| 1.ª | 1932          | 27            | 0   | 2  | 0  | - | - | 29  | 5   |   |
| 1.ª | 1933          | 24            | 1   | 6  | 0  | - | - | 30  | 1   |   |
| 1.ª | 1934          | 28            | 0   | -  | -  | - | - | 28  | 0   |   |
| 1.ª | 1935          | 29            | 0   | -  | -  | - | - | 29  | 0   |   |
| 1.ª | CH-1936       | 11            | 0   | -  | -  | - | - | 11  | 0   |   |
| 1.ª | CC-1936       | 9             | 0   | -  | -  | - | - | 9   | 0   |   |
| 1.ª | 1937          | 29            | 0   | -  | -  | - | - | 29  | 0   |   |
| 1.ª | 1938          | 27            | 0   | -  | -  | - | - | 27  | 0   |   |
| 1.ª | 1939          | 31            | 0   | 2  | 0  | - | - | 33  | 0   |   |
| 1.ª | 1940          | 28            | 1   | 1  | 0  | 1 | 0 | 30  | 1   |   |
| 1.ª | 1941          | 13            | 0   | -  | -  | - | - | 13  | 0   |   |
| 1.ª | 1942          | 8             | 0   | 1  | 0  | - | - | 9   | 0   |   |
| Total club | Total club    | 322           | 2   | 12 | 0  | 1 | 0 | 335 | 2   |   |
| Total carrera | Total carrera | Total carrera | 400 | 2  | 15 | 0 | 1 | 1   | 416 | 3 |
| (1) Incluye datos de la Copa de Competencia, Copa Beccar Varela, Copa Escobar, Copa Ibarguren. (2) Incluye datos de la Copa Aldao. (3) No incluye goles en partidos amistosos. |               |               |     |    |    |   |   |     |     |   |

## Participaciones en la Copa del Mundo
| Mundial              | Sede    | Resultado  | Partidos | Goles |
| -------------------- | ------- | ---------- | -------- | ----- |
| Copa Mundial de 1930 | Uruguay | Subcampeón | 2        | 0     |

## Palmarés

### Campeonatos nacionales
| Título           | Club         | País      | Año  |
| ---------------- | ------------ | --------- | ---- |
| Primera División | Boca Juniors | Argentina | 1930 |
| Primera División | Boca Juniors | Argentina | 1931 |
| Primera División | Boca Juniors | Argentina | 1934 |
| Primera División | Boca Juniors | Argentina | 1935 |
| Primera División | Boca Juniors | Argentina | 1940 |
| Copa Ibarguren   | Boca Juniors | Argentina | 1940 |